# Anthocharis sara
Sara Orangetip or Pacific Orangetip (Anthocharis sara) là một loài bướm ngày thuộc họ Pieridae phân bố dọc theo bờ biển Thái Bình Dương phía Bắc Mỹ từ Alaska đến México.